# 齊秦互帝
齊秦互帝，指周赧王二十七年（前288年），秦国约请齐国，秦国称西帝，齐国称东帝。
周赧王二十七年（前288年）十月，秦昭襄王自称西帝，派魏冉建议齐湣王自为东帝，约请共同进攻赵国。齐王问苏代，苏代请齐王先予接受，但暂不称帝。秦王称帝后，天下各国如果不反对，齐王再称帝。秦王称帝若被天下指责，齐王不称帝，就可以收买人心。他认为进攻赵国不如攻打桀宋（宋康王的宋国）有利。齐王同意，称帝两天就放弃。周赧王二十七年（前288年）十二月，吕礼从齐国到秦国，秦昭襄王也去帝号，仍称秦王。